# Charles J. Guiteau
Charles Guiteau (født 8. september 1841, død 30. juni 1882) var en amerikansk prædikant, skribent og advokat, der blev dømt for at have dræbt USA's præsident James A. Garfield. Guiteau blev henrettet ved hængning. 

## Baggrund
Guiteau blev født i byen Freeport i Illinois som det fjerde barn af en søskendeflok på seks. Han forsøgte at blive optaget på University of Michigan, men bestod ikke optagelsesprøven. Efter at have forsøgt at læse op til en ny optagelsesprøve opgav Guiteau, og blev i stedet aktiv i en religiøs sekt, The Oneida Community (også kaldet Bibelske kommunister), der blandt andet mente, at de sande troende havde opnået evig frelse fra synden før døden, og at de derfor i deres jordiske liv var hævet over alle verdslige love og den verdslige retsorden. Sekten lagde bl.a. vægt på polyamory og på seksuelt samkvem mellem ældre kvinder og yngre mænd samt ældre mænd og yngre kvinder, men på trods heraf opnåede Guiteau få kontakter i sine fem år i sekten. Han forlod sekten to gange; første gang tog han til Hoboken, hvor han forsøgte at starte en avis, The Daily Theocrat, baseret på sektens lære, og da dette mislykkedes for atter at tage tilbage til sekten, som han igen forlod, hvorefter han iværksatte en række retssager mod sektens leder John Humphrey Noyes.
På trods af den manglende universitetsuddannelse opnåede Guiteau senere bestalling til at praktisere som advokat i Chicago. Han etablerede et advokatfirma i byen, men opnåede ingen succes som advokat og opgav hurtigt karrieren.
Guiteau koncentrerede sig herefter om teologi. Han udgav en bog med titlen The Truth, der i al væsentlighed var et plagiat af John Humphrey Noyes' værker. Han drog fra by til by, hvad han prædikede for dem, der ville høre på ham. I december 1877 holdt han en prædiken i Congregational Church i Washington. Den 11. juni 1880 var Guiteau ombord på skibet SS Stonington, der kolliderede med SS Narragansett en nat i tæt tåge. Stonington kunne returnere til land, men Narragansett brød i brand og sank med et betydeligt antal omkomne. Selvom ingen passagerer på Stonington kom til skade, var Guiteau overbevist om, at han var blevet sparet for et højere formål.
Guiteau begyndte herefter at interessere sig for politik. Han skrev en tale til støtte for Ulysses S. Grant med titlen "Grant vs. Hancock", som han dog ændrede til "Garfield vs. Hancock" efter Garfield vandt Det Republikanske partis nominering til præsidentvalget i 1880. Guiteau ændrede alene titlen. Talen blev holdt højst to gange (og et optryk af talen blev udleveret til medlemmerne af Republican National Committee under et møde i New York), men Guiteau mente selv, at Garfields sejr i præsidentvalget i det væsentlige skyldtes Guiteaus indsats. Han insisterede på at blive udnævnt som ambassadør som påskønnelse af indsatsen; først med krav om at blive ambassadør i Wien og senere i Paris. Hans personlige anmodninger til Garfield og til kabinetsmedlemmerne blev løbende afvist, og den 14. maj 1881 meddelte regeringschef James G. Blaine Guiteau personligt, at han aldrig mere skulle vise sig.

## Attentat mod præsident James A. Garfield
Efter af have lånt $15 købte Guiteau en revolver. Guiteau vidste ikke meget om skydevåben, men han vidste, at han skulle bruge et våben med stor kaliber. Han havde valget mellem en .442 kaliber British Bulldog revolver med skæfte af træ eller af perlemor. Han valgte den med perlemor, da han mente, at det ville se bedre ud på en senere museumsudstilling om drabet på præsidenten. Revolveren blev fotograferet i begyndelsen af 1900-tallet, men den bortkom  og er ikke set siden. Revolveren er aldrig udstillet. 
Efter købet af revolveren brugte Guiteau tiden på skydetræning og at overvåge Garfield. 
Den 2. juli 1881 ventede Guiteau på Garfield på den nu nedrevne jernbanestation Baltimore and Potomac Railroad Station. Da Garfield ankom til stationen for at tage på ferie med sin hustru, trådte Guiteau frem og skød Garfield to gange bagfra. Det andet skud ramte den første lændehvirvel, men ramte ikke rygmarven.
Efter en lang og smertefuld kamp mod infektioner, som formentlig skyldtes lægernes uvaskede hænder og ikke-steriliserede instrumenter, døde Garfield den 19. september, 11 uger efter at være blevet skudt.
De fleste læger med kendskab til sagen i dag mener, at Garfield nemt kunne have overlevet attentatet, såfremt han var blevet behandlet med sterile instrumenter og med iagttagelse af simple hygiejneforskrifter, der 10 år senere blev almindelige i USA.

## Retssag og henrettelse
Da Garfield døde, blev Guiteau anklaget for drabet. Retssagen begyndte den 14. november 1881 i Washington, D.C.. Guiteau ønskede at føre sit eget forsvar, men fik beskikket to forsvarere, Leigh Robinson og George Scoville.
Guiteaus retssag var en af de første højt profilerede sager i USA, hvor forsvaret procederede på, at gerningsmanden var sindssyg i gerningsøjeblikket. Guiteau insisterede på, at han havde været sindssyg i juridisk forstand, men ikke i medicinsk forstand, hvilket var et af de punkter, hvor der var uenighed mellem Guiteau og hans forsvarere.
Dr. Edward Charles Spitzka, en af tidens førende psykiatere, afgiv vidneudsagn som ekspertvidne. Dr. Spitzka erklærede, at det var åbenlyst, at Guiteau var sindssyg, og at han altid havde været det. Han anså Guiteaus tilstand som et resultat af en sygelig misdannelse i hjernen.
Guiteaus excentriske opførsel under retssagen påkaldte sig betydelige opmærksomhed. Guiteau råbte eder og forbandelser mod dommeren, vidnerne, anklagerne og sine egne forsvarere, ligesom han afgav sit vidneudsagn på vers, som han reciterede i fuld længde. Han modtog juridisk bistand fra tilfældige tilhørere ved hjælp af sedler. Han dikterede sin selvbiografi til avisen New York Herald og afsluttede biografien med en kontaktannonce, hvori han søgte en "venlig, kristen kvinde under 30 år".
Han var tilsyneladende uvidende om den amerikanske offentligheds had mod ham, selv om han selv blev udsat for to attentatforsøg. Han smilede og vinkede til tilhørere og journalister i retslokalet, tilsyneladende tilfreds med at være centrum for opmærksomhed. Guiteau forsøgte i et brev til præsident Chester A. Arthur at overtale præsidenten til at løslade ham, da han havde forøget Arthurs løn ved at gøre vicepræsident Arthur til præsident ved at have skudt Garfield. Guiteau hævdede over for dommeren, at det ikke var kuglerne, der havde dræbt Garfield, men derimod lægerne ("The doctors killed Garfield, I just shot him"), hvilket  formentlig ikke var helt forkert, men som desuagtet ikke fandt juridisk støtte.
Helt op til domsafsigelsen lagde Guiteau planer om at stille op til præsidentvalget i 1884. Han blev fundet skyldig den 25. januar 1882. Efter at dommen var læst op, udstedte Guiteau en række eder og forbandelser mod juryen, før han blev ført væk af vagterne. Guiteau appellerede dommen, men appellen blev afvist, og han blev hængt den 30. juni 1882 kun to dage før årsdagen for attentatet. Af de fire amerikanske præsidentmordere er Guiteau den, der levede længst, efter offeret døde.
Dele af Guiteaus hjerne er udstillet på Mütter Museum i Philadelphia og på National Museum of Health and Medicine i Maryland.